# Nuno Bettencourt
Nuno Duarte Gil Mendes Bettencourt (Praia da Vitória, Azores, 20 de septiembre de 1966) es un guitarrista portugués, miembro de la banda Extreme. Se hizo famoso por la balada "More Than Words", tocada con su guitarra acústica; y por canciones como "Hole Hearted" y "Rest in Peace", que llegaron al puesto #1 y #4 respectivamente en las listas estadounidenses de los Hot 100 de Billboard, y Rest In Peace alcanzó el puesto #13 en las listas británicas.

## Inicios
Bettencourt nació el 20 de septiembre de 1966 en Praia da Vitoria, en la Isla de Terceira, perteneciente a las Azores, en Portugal. Décimo y último hijo de Aureolina Cunha Gil Bettencourt (11 de octubre de 1926 - 22 de enero de 2002) y Ezequiel Mendes Bettencourt, quienes provienen de una familia con gran tradición musical en las Azores: el maestro Mendes Enes, bisabuelo de Nuno, formó la primera banda en la Isla de Graciosa; la abuela de Nuno, Palmira Mendes Enes, fue maestra de piano y danza también en Graciosa y después de mudarse a Terceira formó la primera orquesta de jazz en las Azores. Por su parte, el padre de Nuno también era bien conocido en la isla por su talento musical: impartía clases a los niños de la estación militar estadounidense en Terceira y tocaba diversos géneros musicales desde country y pop-rock hasta con filarmónicas. En los 90's Ezequiel tuvo, por algún tiempo, una tienda de instrumentos musicales llamada "Central Street Music Shop" en Boston.
Los hermanos de Nuno son: Luis, Ivone, Roberto, Fátima, Teresa, Jorge, Helena, Paul y John. Vivían en Poço d'Areia en Praia cerca de la playa, sin embargo cuando Nuno tenía 4 años su familia decidió mudarse a Boston, Massachusetts. Poco tiempo después el padre de Nuno regreso a Portugal, dejando a la familia solamente a cargo de su madre.
En su infancia, Nuno estaba muy interesado en los deportes, sin embargo después optó por dedicarse completamente a la música. Empezó tocando la batería, también el bajo y los teclados antes de inclinarse por la guitarra en 1980. Completamente autodidacta, la primera canción que Nuno aprendió en la guitarra fue "Nights in White Satin" de The Moody Blues. Entre sus influencias están Queen, Aerosmith, The Beatles, Kiss y Van Halen.
Algunas de sus bandas, antes de Extreme, fueron: "Overseas" (donde Nuno tocaba el bajo), "Myth", "Viking" y "Sinful".
Nuno estudió en la preparatoria Hudson High School en Hudson, MA pero no se graduó: en 1984 dejó la escuela en el último semestre. Se dice que algunos empleos que tuvo fueron despachando gasolina y en la fábrica de cerveza "Coors". También en 1984 fue cuando Nuno vio a Mike Mangini por primera vez en una banda tributo a Van Halen.

## Extreme
En agosto de 1985 Nuno fue presentado con Gary Cherone, que en ese entonces era líder de "The Dream" (cuyo baterista era Paul Geary) y sin ni siquiera escucharlo tocar, Gary le pidió a Nuno unirse a su grupo. "The Dream" se convirtió en "Ex-Dream" y finalmente en "Extreme":)
Nuno debutó con Extreme el 14 de septiembre de 1985 en un lugar llamado "Bunrattys" en Allston, Massachusetts. Al mes siguiente, integrantes de varias bandas de Boston participaron en el "Heavy Metal Halloween Bash" en Kenmore Square para rendir tributo a Aerosmith.
En el verano de 1986, Extreme tocó en la Isla de Santa María en las Azores en el "Festival Mare de Agosto". En esa época todavía estaba en el bajo Paul Mangone quien en octubre de ese mismo año sería substituido por Pat Badger. Nuevamente tocaron en "Bunrattys". Durante los siguientes meses, Extreme tocó en Nueva Inglaterra en lugares como "The Channel", "Club 111" y "The Living Room" en Providence, RI.
En los Boston Music Awards de 1987, Extreme ganó el premio "Lo mejor del hard rock" ("Outstanding Hard Rock Act") y también ganaron un concurso de videos en MTV el cual fue visto por un "cazatalentos" de A&M Records.
Ese año estuvieron nuevamente en las Azores en el "Festival Mare de Agosto" esta vez en Sao Miguel. Tres meses después, en noviembre de 1987, Extreme firmó con la A&M.
Después de pasar todo enero y febrero de 1988 grabando su primer álbum, Paul convenció a Tim Collins (del management de Aerosmith) para que dejara a Extreme abrir sus conciertos y él les consiguió tocar en el "Portland Civic Center" en Maine ante 14 000 espectadores.
En 2 años seguidos ganaron el Boston Music Award como "Outstanding Hard Rock Act" y en 1989 también ganaron otro premio llamado "Rising Star Award". Finalmente, en marzo de 1989 salió su primer álbum Extreme el cual alcanzó el número 80 en las listas de popularidad de Estados Unidos y, aunque las reseñas del disco eran buenas, éste recibió muy poca atención. Kid Ego, Little Girls y Mutha (Don't Wanna Go To School Today) fueron lanzadas como sencillos. En las revistas de guitarras empezaron a notar el excelente trabajo de Nuno describiéndolo como "el próximo Eddie Van Halen".
El primer gran tour de Extreme empezó en varias ciudades de Estados Unidos llevándolos hasta Japón. En el mismo año, "Play With Me" fue incluida en la banda sonora de la película de Keanu Reeves "Bill and Ted's Excellent Adventure" y Nuno, por su parte, colaboró tocando la guitarra en "Black Cat" de Janet Jackson pues ambos se encontraban trabajando con Michael Wagener y éste sugirió a Janet la contribución de Nuno.

### Pornograffitti (More Than Words)
En 1990 Pornograffitti (Extreme II: A Funked Up Fairytale) fue grabado en Los Ángeles y en Hanson, Massachusetts. Su lanzamiento fue en septiembre en el "Hollywood's Spice NYC Club" y entre las celebridades que asistieron estuvieron Dweezil Zappa y Sebastian Bach de Skid Row. Decadence Dance y Get The Funk Out fueron los primeros sencillos de este gran álbum.
En diciembre de 1990, Washburn sacó la Nuno Bettencourt Signature Series. De ahí en adelante, Nuno ha salido en anuncios de la Washburn creando gran popularidad a la N4. De nuevo en 1991 Extreme tuvo gran éxito en los Boston Music Awards ganando el "Outstanding Rock LP on a Major Label", "Rising Star" y Nuno se llevó el premio como mejor guitarrista ("Best Guitarist"). Gary y Nuno interpretaron More Than Words en la ceremonia y Pat y Paul presentaron una nominación. Dos días después, Nuno apareció en la portada de la Rolling Stone en su ejemplar "New Faces".
The Extreme Empire, Club Oficial de Extreme, que operaba desde Estados Unidos desafortunadamente en 1993 desapareció.
El "YouraPeon" Tour, primer tour europeo de Extreme, comenzó a mediados de 1991 el cual incluía una presentación en el "Dynamo Festival" en Holanda. El grupo aprovechaba el tiempo libre que tenía para seguir escribiendo para su tercer álbum.
Fue precisamente en esa época que A&M lanzó "More Than Words" como sencillo (una de las mejores baladas de la historia del rock según la revista "Rolling Stones") y la sorpresiva reacción del público solo tomó unos días en U.S.A y pocos meses alrededor del mundo: Extreme todavía estaba en Europa cuando el nuevo sencillo ya era disco de oro. More Than Words alcanzó el # 1 en Estados Unidos, Israel y Holanda, además el # 2 en el Reino Unido (ya que el #1 lo tenía Bryan Adams con "Everything I do, I do it for you") y el número #1 en muchos países de América como Brasil, Argentina, México, Perú y Venezuela, al igual que en Japón, su éxito era ya mundial. Seguido del enorme y sorpresivo éxito de More Than Words, A&M relanzó Get The Funk Out alcanzando el # 19 en las listas del Reino Unido.
Después de regresar a los Estados Unidos, la banda realizó un show en Miami, parte del cual fue grabado por un equipo de rodaje que también entrevistó a Nuno para la publicación "Hot Guitarist Video Magazine" de diciembre de 1992, apareciendo además en su portada. A la mitad del show, después de haber sufrido una serie de dificultades técnicas, Nuno dejó su guitarra y continuó acappella More than Words.
Entre los meses de julio y agosto realizaron un tour con David Lee Roth y Cinderella. Su último show fue memorable; Extreme acompañó con las voces en la canción "Shake Me" de Cinderella. La banda también hizo de teloneros para ZZ Top en el "Recycler Tour" que comenzó en agosto. Al mes siguiente, la compañía Lloyd's of London aseguró las manos de Nuno en 5 millones de dólares.
Extreme realizó un concierto benéfico imprevisto el 17 de septiembre, recaudando dinero para una de sus fanes: Mónica Goretski, a quien se le diagnosticó una fibrosis pulmonar y necesitaba urgentemente un trasplante. En homenaje a ella, escribieron la maravillosa canción "Monica", que aparece en el sencillo Rest in Peace. En esa época, Nuno se asoció con Steve Perry (procedente también de Las Azores) para escribir canciones y grabar juntos, desafortunadamente ninguna de estas canciones fueron editadas.
En el número de octubre de 1991 de la revista "Playgirl", Nuno fue elegido uno de los 10 roqueros más sexys del momento. El 19 de octubre fue invitado a tocar en las "Leyendas de la Guitarra" en Sevilla, España, junto a Brian May, Joe Walsh, Steve Vai, Joe Satriani, entre otros. Gary se unió a él en el escenario para interpretar More than Words y "Now I'm Here" de Queen. La popularidad de Extreme siguió en aumento, especialmente en Japón, donde se embarcaron en un exitoso tour en diciembre.
Extreme visitó Sudamérica por primera vez del 19 al 26 de enero de 1992, presentándose en Brasil y Argentina. El 26 de enero de 1992, Extreme tocó para 60 000 personas en el Hollywood Rock Festival de Río de Janeiro, Brasil. Parte de la prensa amarillista brasileña los había acusado falsamente de usar grabaciones en el escenario, ante lo cual Nuno expresó sin tapujos su descontento durante el show, que también fue televisado.[leer su discurso en Río de Janeiro]
Continuaron lloviendo premios para él, ganando cada categoría a la que estaba nominado en el sondeo de los lectores de la "Guitar For The Practicing Musician": incluyendo las categorías de compositor del año y solo del año, por Flight of the Wounded Bumblebee. También apareció fotografiado, por Bruce Weber, en la revista "Interview" posando desnudo, solo con su guitarra. [ver]

### III Sides To Every Story
Tras ganar en la categoría "Best Rock Outfit" en el Smash Hits Poll Winners Party '91 en donde tocaron Hole Hearted y More Than Words, Extreme participó en los 11.º premios anuales BRIT, en el Hammersmith Odeon de Londres, en los que fueron nominados en dos categorías: mejor grupo revelación internacional y mejor grupo internacional. Poco después, viajaron hasta Florida para grabar su tercer álbum, III Sides To Every Story, en los New River Studios, en Ft. Lauderdale. El principal entretenimiento en el estudio era una mesa de pinball: un tablero de puntos se colocó junto a la mesa y en el piso, a un lado de la mesa, se pintó una línea que delimitaba el paso de las personas cuando alguien se encontraba jugando. Estaba permitido gritar y hacer cualquier cosa para distraer al jugador pero solo desde la línea divisoria. La grabación del III Sides continuó hasta mediados de junio.
En abril, Nuno y Gary aparecieron en la revista Vogue en un artículo de moda llamado "Gypsy Soul", en medio de varias modelos españolas.
La banda ganó ese año 5 premios (fueron nominados para 8) en los Boston Music Awards (BMA), en las categorías de: mejor actuación del año, mejor sencillo del año (Hole Hearted), mejor canción / mejor compositor (Cherone/Bettencourt por More than Words) y mejor instrumentista (Nuno). Paul y Pat recogieron los premios en nombre de la banda, ya que Gary y Nuno estaban todavía grabando en Florida.
Con motivo del fallecimiento de Freddie Mercury en noviembre de 1991, se celebró el 20 de abril de 1992 el concierto homenaje en el estadio de Wembley (conocido como "el hogar de Freddie") cuyo objetivo era recaudar fondos para la ayuda contra el sida. Extreme entró al escenario tras la actuación de Metallica, después de que Brian May los presentara como "verdaderos amigos, y posiblemente el grupo que más ha entendido lo que Queen y Freddie han significado todos estos años..." La banda interpretó ante unas 70 000 personas un popurrí de Queen durante 20 minutos: "I Want to Break Free", "Radio Gaga", "Bohemian Rhapsody", entre otros y finalizando interpretaron "Love of my Life" junto con "More than Words". Gary volvió más tarde al escenario para interpretar "Hammer to Fall" con el resto de Queen y Tony Iommy. En la actualidad se recuerda la actuación del grupo como la más impresionante de toda la noche.
Aprovecharon su estancia en Londres para grabar en los estudios de Abbey Road la tercera parte de su tercer disco, en la que incluyeron una orquesta con 70 músicos. Toda la orquestación fue realizada por Nuno y Mike Moran. Días más tarde, se editó como sencillo en el Reino Unido "Song for Love", en el que también aparecía la versión de "Love of my Life" que habían grabado con Brian May. El dinero recaudado con este sencillo se destinó a la fundación de Terrence Higgins.
Más tarde, Nuno colaboró en la guitarra en "Maubere" de Rui Veloso. Esta canción fue compuesta por gente del "East Timor", una antigua colonia portuguesa en la que miles de residentes fueron asesinados. Extreme estaba acaparando las miradas de todos, y por aquella época Nuno grabó Too Much of a Good Thing (Where's the Hook?) para el volumen 2 del disco recopilatorio de la Guitar Practicing Musician, además de editar el álbum "Confessions" de Dweezil Zappa (grabado entre abril y mayo de 1990). Nuno acompañó en las guitarras, en las voces y ayudó en la producción y en la realización de este disco.
Desde junio hasta septiembre, Extreme abrió los conciertos de Bryan Adams en el tour "Waking Up The Neighbours" en Europa y Canadá. En esa época Nuno vio por primera vez a Suze DeMarchi (14 de febrero de 1964 Perth, Australia) en un video de los "Baby Animals" decidiendo conseguir su álbum. Dos meses después, en una estación de radio canadiense, le dijeron a Nuno que Suze se había referido a él calificándolo como un hombre muy guapo, así que Nuno decidió ver si a ella le hubiera gustado escribir canciones con él. Nuno consiguió el número de teléfono de Suze mediante su compañía disquera; cuando él se comunicó, coincidió que ella estaba allí así que pudieron hablar personalmente por teléfono.
Por otro lado, Vanessa Paradis pidió a Nuno que posara con ella para la revista "In Fashion", en las vacaciones de invierno de 1992. Aparecieron en la portada y se incluía una pequeña entrevista en su interior.
Nuno formó la compañía Colorblind Records (como filial de A&M) con Arma Andon (mánager por aquel entonces de Extreme). Algunos de los artistas que se incluyeron en esta compañía fueron "Flesh" y una banda de hip-hop de tres integrantes llamada "Top Choice Clique" (TCC). Precisamente John Preziosa de TCC es quien haría la sección de rap en Cupid's Dead. Colorblind cesó en 1994.
En septiembre de 1992 se editó el tercer álbum de Extreme III Sides To Every Story, que llegó al número 2 en las listas del Reino Unido. Poco después de este lanzamiento, Extreme participó en un especial del programa de la MTV Europe, Headbangers Ball, siendo filmados en el estudio en el que ensayaban en Boston mientras preparaban su inminente gira. Realizaron un show de precalentamiento en Avalon, Boston, antes de que la banda regresara a Europa para iniciar el tour "Stop The World". El mánager de Extreme había prometido a Nuno que la próxima vez que hicieran un tour por esos lugares comenzarían en Portugal, ya que no habían podido conseguir este objetivo en sus shows anteriores. Fue así como su primer concierto se realizó en Lisboa, Portugal, el 6 de noviembre. En octubre de 1992, A&M editó "A Very Special Christmas", en el que se incluía la canción Christmas Time Again interpretado por la banda, y que también apareció en la cara B del sencillo Stop the World. Lo recaudado con este sencillo se destinó a las Olimpiadas especiales.
Los lectores de la revista "Metal Edge" eligieron a Nuno como el "guitarrista del año" en 1992. Extreme también consiguió el premio de "mejor actuación rock" en la Smash Hits Poll Winners Party en el Reino Unido (también fueron nominados como "banda del año"). El show se emitió en la televisión británica y Extreme tocó en vivo "Rest in Peace". En diciembre, Nuno apareció en la portada de la "Guitar World2, pero al negarse a salir con su guitarra, no lo volvieron a incluir en ningún número posterior de esta revista.
Extreme finalizó su tour europeo con dos actuaciones en el Wembley Arena el 22 y 23 de diciembre. Brian May, Neil Schon y Roger Daltrey los acompañaron la segunda noche y cantaron juntos "I want to break free" y "Tie your mother down". Nuno también invitó a Suze DeMarchi a los conciertos de Londres. Ella voló desde Australia, y aunque se estuvieron telefoneando durante 2 meses, fue ésta la primera vez que se conocían en persona. Se reunieron en el lobby del hotel y allí al sentir que había un lazo especial, Nuno a "manera de broma", le pidió a Suze que se casara con él solo 10 minutos después, petición que Suze declinó con una sonrisa.
Extreme concluyó 1992 con una aparición en el especial de Año Nuevo "MTV Drops the Ball 93", tocando Rest in Peace, Stop the World y Get the Funk Out. Pasaron los primeros meses de 1993 realizando conciertos en Estados Unidos, incluyendo un show en el Boston Orpheum. Nuno también tuvo tiempo para asistir con Paul Schaeffer y la banda al "Último show con Dave Letterman", que fue transmitido en febrero.
Continuaron recibiendo premios, entre los que podemos destacar el de la encuesta de los lectores de la "Guitar World", en la que Nuno fue nombrado "el músico más valioso", venciendo a Eddie Van Halen, Joe Satriani, Slash y Eric Clapton. También ganó la categoría "mejor guitarrista rock", "mejor álbum de rock" (por el III Sides) y "mejor solo" por Rest in Peace. En la encuesta de los lectores de la Rock World, Extreme acaparó los premios de "mejor banda americana" y "álbum del año" también quedaron en segundo puesto (después de Nirvana) en la categoría "el futuro del rock 'n' roll" y en tercer puesto con la categoría de "mejor concierto" por el tour que realizaron junto a Bryan Adams. El 7 de abril se celebraron de nuevo los premios de la música de Boston (BMA). Extreme ganó en las categorías de "álbum del año" (por el III Sides), "mejor canción/mejor compositor" y "mejor video" por Stop the World, mientras que Nuno obtuvo el premio al "instrumentista del año".
Después de finalizar el tour por los Estados Unidos teloneando a Bon Jovi, que los mantuvo ocupados desde junio hasta agosto, Nuno se involucró en una serie de proyectos, entre los que destacamos la composición y producción del tema Where are you going? para la película "Mario Bros." y la participación en la composición y producción en el disco de Baby Animals en Australia. También se unió a Robert Palmer en el estudio para participar en las guitarras en su disco "Honey".
Al finalizar el año, Extreme comenzó a grabar su cuarto álbum: Waiting For The Punchline.
A principios de 1994, Nuno hizo una aparición especial en el video de Stuttering John "I'll talk my way out of it" como un bajista que se presenta para audicionar. Justo después, Extreme firmó con SRO, compañía dirigida por Ray Danniels y Steven Hoffman. Asimismo, Paul Geary abandonó la banda para dedicar su vida profesional al mundo de los negocios en la industria de la música. Mike Mangini, amigo de la banda desde muchos años, sustituyó a Geary en la batería. Una vez más, la nueva formación hizo su debut en Bunrattys.
Nuno apareció como modelo en la revista Cream en una sección de modas de esta publicación en donde la ropa sale en ganchos y los modelos, desnudos. Las áreas clave son cubiertas y un mensaje es escrito en las partes del cuerpo: "Breathe Me" es el mensaje que se lee a lo largo de su abdomen. [ver]
Extreme volvió a Europa para enrolarse en una serie de conciertos junto a Aerosmith, tocando en festivales míticos como el "Rock AM Ring" en Alemania y en "Donington" en el Reino Unido, que también fue transmitido en vivo a través de la Radio One en todo el territorio. A continuación, Nuno apareció en la portada del número de julio de 1994 de la revista "Guitar Magazine", junto con su mascota Max (diminutivo de Maxine): una perrita salchicha que le regalaron a Nuno de Navidad y a la cual Nuno le buscó un compañerito llamado Doug; así que durante la producción del Waiting, Max y Doug tuvieron 5 cachorritos. Cuando regresaron a los Estados Unidos, la banda volvió al estudio para terminar la grabación del Waiting For Punchline.
En las Azores, Nuno le propuso matrimonio a Suze una vez más, se dice que, sellando el compromiso con un anillo de diamantes. Para darle la despedida de soltero a Nuno, el 26 de agosto, Extreme y Baby Animals realizaron un concierto en un campo de juegos en Vila Franca.
El 27 de agosto de 1994, Nuno y Suze se casaron en la iglesia Igreja Matriz de Vila Franca do Campo teniendo una recepción al aire libre en una casa privada en Lagoa das Furnas en la Isla de Sao Miguel, en Las Azores. Sus amigos y familiares viajaron, en jets rentados, desde América y Australia para asistir a la ceremonia, que se celebró en portugués, aunque los votos fueron en inglés. Extreme aprovechó la oportunidad de estar en Las Azores para hacer otro par de conciertos en Sao Miguel.

### Waiting For The Punchline
El 10 de septiembre, Nuno y el equipo de Colorblind jugaron en el Hudson Street Hockey benefit game, partido benéfico para recaudar fondos para el programa "The Special Needs Of Children of the Assabet Valley Collaborative Program". En el equipo estaban Gary, Pat Badger y amigos y hermanos de Nuno.
Su cuarto disco de estudio se editó en enero de 1995, y se caracterizó por ser un disco más fuerte, con muchas guitarras y con la apariencia de ser un álbum en vivo. Recibió muy buenas críticas y la banda emprendió una vez más otra gira por su país. El 11 de febrero, Tower Records de Boston concedió a la banda la Extreme Star en su "Walk of Fame". Después de editar el 1.er sencillo, "Hip Today", se pensó en Unconditionally como 2.° sencillo, pero finalmente fue "Cynical" la que fue editada con un video grabado en Portugal producido y dirigido por Nuno.
En la foto se muestra la Washburn N8 Double Neck que le robaron a Nuno el 7 de abril de 1995 del área backstage de la "Saltair Arena" en Salt Lake City, Utah la cual recuperó en 1998.

### Disolución de Extreme
El tour prosiguió por Europa y luego por Japón en julio. Cuando estaban en el Reino Unido, Extreme concedió una serie de entrevistas a varias canales ("Noisy Mothers", "VH-1", "Virgin Radio"). Aunque la banda había tocado en lugares muy pequeños (clubs y teatros), se vendieron casi la totalidad de las entradas en el Reino Unido y en Japón.
Nuno viajó desde Japón a Australia para estar con su esposa, que se encontraba en aquella época embarazada de su primera niña. Bebe Orleans Bettencourt vino al mundo el 2 de febrero de 1996. Más tarde, Nuno escribió Swollen Princess, en su honor y le dedicó el álbum Schizophonic. Después de que Bebe naciera, Gary se unió a Nuno en Australia para componer canciones para el próximo álbum de la banda. Sin embargo, Nuno estaba mucho más interesado en realizar un disco solista, ante lo cual informó a la banda de sus intenciones de seguir por su camino y abandonar Extreme. En un principio, el grupo no dijo nada a su audiencia, pues tenían la esperanza de que Nuno cambiara de opinión, pero el 3 de octubre de 1996 un comunicado oficial de prensa informó que Extreme se había disuelto. Fue entonces cuando Gary se convirtió en el tercer cantante de Van Halen, Mike continuó acompañando a Steve Vai en sus conciertos y Pat aprovechó para pasar más tiempo con su familia, mientras trabajaba en un proyecto de CD-ROM que tenía en mente.

## Carrera en solitario

### Schizophonic
Nuno, Suze y Bebe regresaron a Boston el 20 de abril de 1996 para ver esa misma tarde la actuación de Gary en el musical "Jesus Christ Superstar" en Mama Kins. El 14 de noviembre de ese año Nuno y su banda, con por su hermano Paulo en guitarra, su sobrino Donovan al bajo, Dave Ciampaglia en batería y Ed Wylie en la guitarra, realizaron su 1.er concierto en el Bill's Bar en Lansdowne Street en Boston. Interpretaron la mayoría de las canciones del Schizophonic (a punto de editarse) y una versión de la canción "Once in a Lifetime" de The Talking Heads.
En enero de 1997, Nuno debutó en solitario ante una gran audiencia en el show NAMM en Los Ángeles. También realizó una publicidad para la serie Princess de guitarras Washburn P-Series siendo la N4 el modelo de Nuno. La fiesta para celebrar la edición del Schizophonic fue en el Hard Rock Café de Boston el 10 de febrero. Nuno firmó autógrafos para sus fanes, y además firmó una nueva guitarra para el Hard Rock Extreme "Shrine", santuario de Extreme en el Hard Rock Café, en la que escribió: "Great Veggie Burger". Él y la banda se dirigieron a los estudios Rockline hacia medianoche donde tocaron algunas canciones en vivo y Nuno fue entrevistado acerca del nuevo disco, la separación de Extreme y los planes futuros. Después de pasar 5 años escribiendo y grabando por todo el mundo, se editó finalmente Schizophonic al día siguiente. En la portada aparece Nuno vestido de mujer, con un aspecto similar al de Marilyn Monroe.
La edición japonesa contenía una canción adicional: Hop the Train, que la banda interpretó en vivo en algunos conciertos realizados en ese país. El álbum consiguió críticas muy favorables, la mayoría procedentes de los bandos de aquellos que no consideraban a Extreme un buen grupo. Justo después de la edición del álbum, Nuno comenzó un tour en clubs de Norteamérica, iniciándose el 5 de marzo en Toads Place, New Haven, CT. Se grabó un video de Crave en Canadá, que fue el único sencillo oficial y que solo estuvo disponible en Japón y Australia. En la cara B se encontraban las canciones Hop the Train, 2 Weeks in Dizkneelande y Garbage. Fue el mánager del grupo quien decidió no realizar ninguna gira por Europa, y los conciertos japoneses de mayo fueron los últimos de este tour. El 28 de mayo después de su regreso de Japón, Nuno y la banda realizaron un concierto benéfico para WAAF en Mama Kins, que fue emitido en vivo por esta cadena de radio. Nuno defendió ferozmente a Gary y Van Halen cuando alguien de la audiencia gritó un comentario desfavorable. Entre los temas tocados se destacó Get the Funk Out, que Nuno dedicó a Gary diciendo: "This one's for Gary - fuck 'em all!".
En agosto de 1997, el Hard Rock Café de Tijuana produjo una edición limitada de una insignia de guitarra de Nuno. Solo se confeccionaron 500 y se vendieron en un par de semanas. Ese mismo mes Nuno participó en el Festival "Mare de Agosto" en la playa de Formosa, Santa María, Azores. En noviembre fue nominado como "mejor instrumentista" en los Boston Music Awards de ese año. En diciembre, Nuno viajó a Los Ángeles para interpretar un pequeño papel en la película "Just a Little Harmless Sex" (cuyo título original era "Isn't it Romantic?") dirigida por Rick Rosenthal. Nuno interpretó a un repartidor de pizza llamado "Vince". El estreno del film tuvo lugar en Los Ángeles el 24 de octubre de 1998.
A principios de 1998, Nuno abandonó A&M porque no estaba de acuerdo en la manera en que esta compañía había comercializado su álbum Schizophonic. También se separó de SRO para volver con Andon Artists, que había dirigido a Extreme en sus discos segundo y tercero.
En marzo, Nuno se metió en el estudio con Anthony J. Resta para producir el nuevo disco de Suze como solista, titulado "Telelove" y editado a través de Mushroom Records el 28 de marzo en Australia, Nuno participó tocando varios instrumentos. Se confirmó que Nuno había formado una nueva banda con Donovan al bajo y Mike Mangini en la batería. En un principio, se metieron en mayo en el estudio de Anthony J. Resta para empezar a grabar, pero terminaron ensayando para una actuación realizada en la Mad About Music Convention en Londres. Después de un breve acústico en la fiesta 15.º aniversario de la Washburn, la banda realizó 2 shows en dicha convención (celebrada en el London Arena) el 20 y 21 de junio dándoles a 2000 fanes allí reunidos, la 1.ª oportunidad de escuchar su nuevo material, el que lo recibieron con gran afán.
Poco después, se confirmó que Mike no continuaría con la banda por "diferencias de organización", mientras que Nuno y Donnie siguieron grabando el álbum. Nuno tuvo que ocuparse entonces de tocar la batería. El 4 de agosto (el día de Azores) Nuno y su banda tocaron en la Expo 98 de Lisboa. Al concierto acudieron unas 12000 personas y fue transmitido por la televisión portuguesa el 1 de septiembre.

#### Mourning Widows
A continuación, fueron al estudio Audio Excellence en Milford, MA, para continuar con las grabaciones, que finalizaron a mitad de octubre. Confirmaron que el nuevo nombre de la banda sería Mourning Widows y su álbum debut, que adoptó el nombre del grupo, se editó el 16 de diciembre en Japón. Nuno eligió el nombre de Mourning Widows cuando en Portugal vio un cuadro que tenía a unas mujeres de luto en un fondo blanco, la imagen lo impactó de tal manera que la idea dio nombre a su nuevo proyecto. Hacia enero de 1999 se habían vendido un total de
50 000 copias en Japón. Las estaciones de radio japonesas transmitían Paint the Town Red como primer sencillo, aunque hasta la fecha, no se conoce ningún sencillo oficial de dicho álbum.
Después de trabajar con "The Cry Babies" y con Dave Franciosa, mientras Nuno estaba en Australia, Donnie, Jeff y Joe Pessia se unieron a él en Melbourne durante un par de semanas para ensayar (Jeff se unió al grupo en febrero de 1999), antes que Morning Widows viajara a Japón para su sexto concierto debut, comenzando en Yokohama el 9 de mayo de 1999. Se vendió la totalidad de entradas en la mayoría de los shows y recibieron muy buenas críticas. La banda regresó a los Estados Unidos para concentrarse en dar a conocer este disco. Nuno también comenzó a trabajar en la producción del álbum "Magnolia" de Lucía Moniz, una cantante portuguesa que se hizo famosa en su país tras su aparición en el certamen de Eurovisión. En esta época Paul Geary era el mánager de Mourning Widows.
En diciembre de 1999, Nuno interpreta el papel de un alcohólico: "Tavern Pickle", en una película independiente titulada The Habit, en la que realiza la banda sonora junto a Gary quien también tenía un papel en la película.
El segundo álbum de Mourning Widows: Furnished Souls For Rent es lanzado el 14 de junio de 2000. En ese mes, Nuno salió en la portada de la revista japonesa "Young Guitar". Posteriormente, Mourning Widows realizó conciertos en Las Azores. Nuno, por su lado, contribuyó con la canción Every Diamond en el disco tributo de Rui Veloso "Ar de rock: 20 anos depois".
En el 2001 es lanzada una versión estadounidense del Furnished Souls For Rent que contiene 2 canciones remezcladas del original japonés: All Automatic y el gran himno de Mourning Widows The Air That You Breathe.
La banda toca en enero del 2001, en el Bill's Bar en Boston donde Gary y Mike asistieron uniéndose con ellos para interpretar All Automatic.
El 31 de marzo de 2001 Mourning Widows toca en el Tour Bus, dicha presentación de radio fue transmitida por Internet (audio y web cam).
Mourning Widows continúa sus conciertos durante el primer semestre del 2001 y se vino por el embarazo de Suze y el fallecimiento de la mamá de Nuno el 22 de enero de 2002, él se mantuvo cerca de su familia en ese período y al mismo tiempo, componiendo canciones para lo que vendría siendo Population 1, su nuevo proyecto como la canción Flow que Nuno dedicó a su mamá.
El 12 de agosto de 2002, Lorenzo Aureolino Bettencourt, segundo hijo de Nuno y Suze, nació en Los Ángeles, California. La noticia de su nacimiento tuvo un antecedente: se dio a conocer mediante la página oficial de Mourning Widows indicando que un "cuarto integrante" se uniría.

### Dramagods
La transición entre Mourning Widows y Population 1 no es muy clara, no hubo una "separación oficial" de MW el indicador más evidente fue el aviso de que la página oficial de MW se cerraría definitivamente, cosa que sucedió sin mayor explicación. Posteriormente, Jeff Consi alojaría en su página web una sección para la desaparecida banda.
Después de estos acontecimientos, Nuno hizo su "re-aparición" en la portada de la "Young Guitar" en la edición de noviembre del 2002 previamente al lanzamiento del álbum Population1.
Una gira japonesa promovió el nuevo proyecto de Nuno y el 20 de enero de 2003 Nuno tocó en Los Ángeles, California en el Viper Room con TOJ y Michael Anthony de Van Halen.
Alineación de gira de Population1
- Nuno:guitarra principal y voz.
- Joe Pessia: guitarra segunda.
- Steve Ferlazzo: teclados, (tecladista de Tribe of Judah).
- Phil Bynoe: bajo, (estaba en la Rick Berlin Band con Mike Mangini. Extreme y Phil se conocían desde antes y habían trabajado juntos. Phil estuvo de gira con Steve Vai y Mike).
- Kevin Figuerido: batería, (era baterista en Jan n the Groove con Ed Wylie quien era segunda guitarra en la gira del Schizo).

El 22 de agosto de 2003, Population1 se presentó con gran éxito en el World Rock Festival en Daegu, Corea del Sur: fueron recibidos en el aeropuerto el 18 de agosto por los fanes, Nuno y Steve Ferlazzo se presentaron en la TV y Nuno también lo hizo en el radio. El encuentro que tuvieron con el club local de fanes fue muy emotivo ya que le cantaron More Than Words a Nuno. El setlist fue: Monkey Paw, Karmalaa, High, QPD, Cupid's Dead, Rescue, Furnished Souls For Rent, Upsidedownside, Swollen Princess, Midnight Express, Hole Hearted, 2 Weeks In Dizkneelande, More Than Words, My Sharona, Surrender y Get The Funk Out.
Posteriormente, Nuno tocó junto a Paul Gilbert y Steve Hackett en Tokio y en Osaka en el evento del 20.º aniversario del Hard Rock Café de Japón llamado "Guitar Wars" el 29 de agosto y el 1 de septiembre de 2003. Este evento tuvo un invitado muy especial: Gary Cherone. El show duró casi 3 horas y Nuno tocó las siguientes canciones: Gravity (bajo John Paul Jones), Cupid's Dead, Get the Funk Out con Gary, Hole Hearted con Gary, Steve Hackett y John Paul Jones y More Than Words con Gary y Paul Gilbert.
Population1 tenía una presentación para el 18 de octubre de 2003 en el Hard Rock Café de Los Ángeles, sin embargo por problemas técnicos de audio, Nuno decidió no tocar.
En la edición de noviembre del 2003 de la Young Guitar, en cuya portada aparece Nuno, se publicó un reporte especial de Guitar Wars.
Population1 se presentó en el Knitting Factory en Los Ángeles, California el 23 de octubre de 2003 a las 11pm y tocaron aproximadamente una hora y veinte minutos. El set list estuvo compuesto de: Gravity, High, Upsidedownside (Remix), Karmalaa, Rescue, Midnight Express, Monkey Paw, "Surrender" (covereando a Cheap Trick) y 3 nuevas canciones cuyos títulos tentativos podrían ser "On & On" y "Trouble" y una balada con Steve en el piano y coros.
El 6 de noviembre de 2003, Population1 se presentó junto con Gary Cherone en el Paladino's en Tarzana, California. El setlist fue: Gravity, High, "Trouble", Upsidedownside, "On & On", Karmalaa, "Sky", QPD, Rescue, Midnight Express, Monkey Paw, 2 Weeks in Deezkneeland, "Foreplay", "Surrender" (covereando a Cheap Trick), Get The Funk Out con Gary, "Rock & Roll" con Gary (covereando a Led Zepellin) y "My Sharona" (covereando a The Knack) donde Nuno hizo una variación cantando "Gary Cherona";).
Nuno engalanó una vez más la portada de la Young Guitar al lado de Paul Gilbert abriendo el 2004. En el 2004 salió el show de Guitar Wars a la venta en DVD y la esperada recopilación de Nuno: Best Of Nuno, como siempre solo en Japón.

## Estilo musical
Como guitarrista y compositor, Bettencourt interpreta una gran variedad de estilos, como el funky, pop y rock.
Como guitarrista y compositor, Bettencourt maneja una variedad de estilos e influencias. Su trabajo más prominente se ha realizado en el ámbito del rock y del hard-rock a pesar de que su éxitos comerciales más populares han sido canciones acústicas. El estilo técnico depurado y su manera de tocar está muy influenciada por Eddie Van Halen, y sus solos por Brian May. Tras su descanso de la banda, en 1995, realizó algunos trabajos como solista. Desde el año 2000, ha colaborado musicalmente con otros músicos.
También se nota una gran influencia de música clásica en algunas de las canciones junto a Extreme. En la canción "Play With Me", al comenzar, Nuno toca en la guitarra un fragmento de la canción Rondo Alla Turca de Mozart.

## Guitarras
Tiene un contrato con la marca Washburn y suele tocar con la Washburn N4.